# Метод замене
Метод замене је метод који се користи за решавање линеарних једначина са две непознате. Ради се тако што помоћу прве лин. јне. добијемо како износи прва непозната, па помоћу тога одредимо у другој лин. јна. колико износи нпр. ипсилон. Метод замене је релативно компликованија метода и има више поступака него нпр. Гаусова метода, при којој се две линеарне једначине са две непознате једноставно сабирају.

## Пример
Дате су две линеарне једначине са две непознате:
{\displaystyle {\frac {x}{3}}+{\frac {1}{4}}y=7}
{\displaystyle 2x-{\frac {1}{2}}y=-1}
Прву једначину помножићемо са 3, како би добили да је x цео број:
{\displaystyle {\frac {x}{3}}+{\frac {1}{4}}y=7/\cdot 3}
{\displaystyle 2x-{\frac {1}{2}}y=-1}
И добија се:
{\displaystyle {x}+{\frac {3}{4}}y=21}
{\displaystyle 2x-{\frac {1}{2}}y=-1}
Онда добијамо да је x једнако 21 минус 3 четвртине ипсилон:
{\displaystyle {x}=21-{\frac {3}{4}}y}
{\displaystyle 2x-{\frac {1}{2}}y=-1}
Помоћу тога решавамо другу једначину:
{\displaystyle {x}=21-{\frac {3}{4}}y}
{\displaystyle 2(21-{\frac {3}{4}}y)-{\frac {1}{2}}y=-1}
Ослобађамо се заграде, и добијамо:
{\displaystyle {x}=21-{\frac {3}{4}}y}
{\displaystyle 42-{\frac {6}{4}}y-{\frac {1}{2}}y=-1}
Потом целу једначину множимо са 4, да би ипсилон био цео број:
{\displaystyle {x}=21-{\frac {3}{4}}y}
{\displaystyle 42-{\frac {6}{4}}y-{\frac {1}{2}}y=-1/\cdot 4}
Добијамо:
{\displaystyle {x}=21-{\frac {3}{4}}y}
{\displaystyle 168-6y-2y=-4}
Произилази:
{\displaystyle {x}=21-{\frac {3}{4}}y}
{\displaystyle {\mathcal {-}}8y=-172}
И ипсилон је једнако:
{\displaystyle {x}=21-{\frac {3}{4}}y}
{\displaystyle y={\frac {-172}{-8}}}
То јест:
{\displaystyle y={\frac {-172}{-8}}=21,5}